# Скортикино (Ферара)
Скортикино (итал. Scortichino) је насеље у Италији у округу Ферара, региону Емилија-Ромања.
Према процени из 2011. у насељу је живело 1475 становника. Насеље се налази на надморској висини од 6 м.